# Negri (Bacău)
Negri é uma comuna romena localizada no distrito de Bacău, na região de Moldávia. A comuna possui uma área de 39.00 km² e sua população era de 2926 habitantes segundo o censo de 2007.